# Gwendolyn Gourvenec
Gwendolyn Gourvenec (n. aprilie 1984, Haguenau, région Alsace⁠(d), Franța) este o actriță franceză.
Este cunoscută în special pentru rolul Mademoiselle Chiffre din Le Petit Spirou (2017), o adaptare a benzii desenate omonime.

## Biografie
Gwendolyn Gourvenec, născută dintr-un tată militar și o mamă de origine țărănească, a crescut în suburbiile departamentului Essonne.
A intrat la [Cours Florent]], apoi a promovat examenul de concurs la Conservatoire du XIXe arrondissement din Paris.